# کلیسای جامع سنت اندروز
کلیسای جامع سنت اندروز (انگلیسی: St Andrews Cathedral) یک کلیسای کاتولیک ویرانه در سنت اندروز فایف اسکاتلند است. این کلیسا در ۱۱۵۸ میلادی ساخته شد و به عنوان اسقف‌نشین سنت اندروز به مرکز کلیسای کاتولیک قرون وسطایی تبدیل شد. این کلیسا پس از اصلاحات پروتستانی اسکاتلند در قرن شانزدهم میلادی ویرانه شد و به فراموشی سپرده شد. امروزه این کلیسا یادمانی در اختیار سازمان محیط تاریخی اسکاتلند است. از ویرانه‌ها چنین بر می‌آید که این ساختمان ۱۱۹ متر ارتفاع داشته‌است و بزرگترین کلیسای ساخته شده در تاریخ اسکاتلند بوده‌است.